# Деркач Сергій Павлович
Сергі́й Па́влович Дерка́ч (1973—2014) — підполковник (посмертно) Збройних сил України, учасник російсько-української війни.

## Життєпис
Народився 1973 року в Івано-Франківську, в родині військовослужбовця. Закінчив 9 класів середньої школи (у 1989 р.) та Прилуцьке медичне училище (у 1993 р.). Від 1993 року в лавах Збройних сил України. 1998 року закінчив Харківський військовий університет за спеціальністю «метеорологічне забезпечення систем та комплексів». З червня 1998-го проходив службу на офіцерських посадах, у тому числі в 38-му об'єднаному навчальному центрі Повітряних сил ЗСУ.
З грудня 2013 року — заступник командира 3-го танкового батальйону по роботі з особовим складом 1-ї окремої гвардійської танкової бригади. З червня 2014-го брав участь у боях на сході України. 30 липня 2014-го біля села Шишкове під Луганськом машина, в якій перебував Сергій Деркач, підірвалася на фугасній міні. Внаслідок підриву здетонували боєзапаси, які перевозили в автомобілі. Сергій загинув на місці разом із водієм Володимиром Моісеєнком (родом з Ічнянського району).
1 серпня 2014 року похований в Прилуках.
Вдома залишилась дружина Віта й діти — восьмирічна Аліна та чотирирічна Діана. Сім'я полеглого мешкає в гуртожитку військової частини у смт Гончарівське.

## Нагороди та вшанування
- 8 вересня 2014 року — за особисту мужність і героїзм, виявлені у захисті державного суверенітету та територіальної цілісності України, вірність військовій присязі під час російсько-української війни, відзначений — нагороджений орденом «За мужність» III ступеня (посмертно)[3].
- 26 жовтня 2016 року встановлено меморіальну дошку на фасаді Прилуцького медичного училища[4]
- 11 травня 2016 року наказом Міністра оборони України присвоєно чергове військове звання — підполковник (посмертно)[5].